# یواس‌اس تاکونیک (ای‌جی‌سی-۱۷۹)
یواس‌اس تاکونیک (ای‌جی‌سی-۱۷۹) (به انگلیسی: USS Taconic (AGC-17)) یک کشتی بود که طول آن ۴۵۹ فوت ۲ اینچ (۱۳۹٫۹۵ متر) بود. این کشتی در سال ۱۹۴۵ ساخته شد.